# Galeodes bacillifer
Galeodes bacillifer är en spindeldjursart som beskrevs av Pocock 1900. Galeodes bacillifer ingår i släktet Galeodes och familjen Galeodidae. Inga underarter finns listade i Catalogue of Life.